# 甲基丙烯酸
甲基丙烯酸，结构式H2C＝C(CH3)COOH。

## 性质
甲基丙烯酸在常温下为无色透明液体。易溶于热水、乙醇和大多数有机溶剂。易聚合。其蒸气可与空气形成爆炸性混合物。具中等毒性，对皮肤和粘膜有较强的刺激性，但未见致癌现象。

## 制备
1、丙酮氰醇与浓硫酸反应生成甲基丙烯酰胺硫酸盐，后者经水解即得甲基丙烯酸。反应原料丙酮氰醇与硫酸需不含水分，否则会产生副产物丙酮和α-羟基异丁酸甲酯，留在产物中影响产物质量。
2、异丁烯（或叔丁醇）经氧化，先得到甲基丙烯醛，进一步氧化产生甲基丙烯酸。反应后，经精馏，得到甲基丙烯酸成品。

## 用途
甲基丙烯酸是重要的工业原料和有机合成中间体，由它制成的甲基丙烯酸甲酯广泛用于生产日常生活中的有机玻璃、涂料、粘结剂等产品。